# Чортківська гімназія № 6
Чортківська гімназія № 6 з початковою школою — середній освітній комунальний навчальний заклад Чортківської міської ради в м. Чорткові Тернопільської області.

## Історія
- 1879 — на місці зруйнованої корчми побудували невеличку школу з польською мовою навчання. Під час першої світової війни в приміщенні школи розташовувався військовий госпіталь.
- 1922—1923 — школа була добудована. Протягом десяти років у її приміщенні діяли товариство землеробів «Кулко рольніче», магазин, державна чоловіча учительська семінарія та сільськогосподарська каса взаємодопомоги.
- 1935 — з ініціативи Міністерства торгівлі в приміщенні школи була організована державна торгова гімназія з платним навчанням.
- 1939 — школа стала залізничною семирічною школою № 15, з російською мовою навчання.
- 1941—1944 — школа була спочатку німецьким госпіталем, казармою, а пізніше — торговою школою з українською мовою навчання.
- 1950 — школа стає середньою.
- 4 вересня 2022 — біля школи було відкрито сквер на честь Леха та Марії Качинських[1].
- 2023 — загальноосвітню школу реорганізували в гімназію з початковою школою[2].

## Гуртки та секції
Для розвитку і вдосконалення учнів у школі діють гуртки та секції:
- Фізкультурно-спортивний;
- Художньо-естетичний;
- Еколого-натуралістичний.

## Сучасність
У 16 класах школи навчається 311 учнів, тут викладають англійську мову.

## Керівництво

### Директори
- Шейко Микола Григорович
- Руцький Іван Микитович
- Ключинський Олексій Михайлович
- Котенко Людмила Яківна
- Данилюк Володимир Петрович
- Шевчишин Володимир Леонович
- Бачок Сергій Карлович
- Подоляк Олександр Петрович
- Юрчишин Ігор Остапович (нині)

### Адміністрація
- Яницька Ірина Романівна — заступник директора з навчально-виховної роботи;
- Магдяк Надія Володимирівна — заступник директора з виховної роботи.

### Вчителі
У школі працює 37 вчителів.